# Ryparosa cauliflora
Ryparosa cauliflora är en tvåhjärtbladig växtart som beskrevs av Merrill. Ryparosa cauliflora ingår i släktet Ryparosa och familjen Achariaceae. Inga underarter finns listade i Catalogue of Life.